# Léopold Joseph d'Autriche (1700-1701)
Pour les articles homonymes, voir Léopold Joseph d'Autriche.
Léopold Joseph d'Autriche, né à Vienne, le 29 octobre 1700 et y décédé le 4 août 1701 est un archiduc d'Autriche. Il est le second des 3 enfants, et le seul garçon, de l'empereur Joseph Ier du Saint-Empire et de  Wilhelmine de Brunswick-Lünebourg. Atteint d'une hydrocéphalie, il meurt avant l'âge d'un an.